# Earth, Wind & Fire (album)
Albums de Earth, Wind & Fire
The Need of Love
(1971)
Singles
1. Fan the Fire
Sortie : avril 1971
2. Love Is Life
Sortie : mai 1971

Earth, Wind & Fire est le premier album studio du groupe américain Earth, Wind and Fire, sorti en février 1971 chez Warner Bros. Records.

## Liste des titres
Toutes les chansons sont écrites et composées par Wade Flemons, Maurice White et Don Whitehead, sauf indication contraire.
| 1. | Help Somebody   | 3:37 |
| 2. | Moment of Truth | 3:08 |
| 3. | Love Is Life    | 5:02 |
| 4. | Fan the Fire    | 4:59 |

| 5. | C'mon Children   | - Michael Beal - Flemons - Maurice White - Verdine White - Whitehead | 3:08 |
| 6. | This World Today |                                                                      | 3:33 |
| 7. | Bad Tune         | - Beal - Flemons - Maurice White - Verdine White - Whitehead         | 4:31 |

## Crédits

### Musiciens
- Michael Beal – guitares
- Leslie Drayton – trompette
- Wade Flemons – piano électrique, chant
- Sherry Scott – chant
- Alexander Thomas – trombone
- Chet Washington – jeux d'anche
- Maurice White – percussion, batterie, chant, kalimba électrique
- Verdine White – basse
- Don Whitehead – piano acoustique, piano électrique, chant
- Doug Carn – orgue Hammond
- Phillard Williams – percussion, conga

### Production
- Joe Wissert – producteur
- Bruce Botnick – ingénieur du son
- Earth, Wind & Fire – arrangements
- Leslie Drayton – arrangements des cuivres
- Ed Thrasher – direction artistique
- Mary Ann Dibs – conception
- Russ Smith – illustration

## Classements
| Classement (1971)          | Meilleure position |
| -------------------------- | ------------------ |
| États-Unis (Billboard 200) | 172                |
| États-Unis (Top Soul LPs)  | 24                 |